# Лэйдеджо, Дуэйн
Дуэйн Лэйдеджо (англ. Du'aine Ladejo; род. 14 февраля 1971) — британский легкоатлет, олимпийский медалист.

## Биография
Лэйдеджо сначала учился в школе Forest Grange School в Западном Сассексе, а затем перешёл в школу короля Эдуарда в Уитли. Он закончил среднюю школу в Соединенных Штатах в Медине, штат Огайо, которую окончил в 1988 году. Затем он продолжил изучать радио, телевидение и кино в Техасском университете, который окончил в 1993 году.
На чемпионате Европы 1994 года Лэйдеджо завоевал золотые медали как в беге на 400 метров, так и в эстафете 4х400 метров. Он выиграл индивидуальный спринт за 45,09 секунды, опередив своего соотечественника и действующего чемпиона Роджера Блэка. Лэйдеджо также выиграл золотую медаль на дистанции 400 метров на чемпионате Европы в помещении в 1994 и 1996 годах. На Играх Содружества 1994 года он завоевал серебряную медаль на дистанции 400 метров и золотую медаль в эстафете 4х400 метров. На Олимпийских играх Лэйдеджо завоевал две медали в эстафете 4х400 метров — серебряную медаль в 1996 году и бронзовую медаль в 1992 году.
После Олимпийских игр 1996 года Лэйдеджо переключил свое внимание на другие соревнования по легкой атлетике, хотя никогда не пользовался таким успехом, как на дистанции 400 метров. Он попробовал свои силы в десятиборье, в котором занял седьмое место на Играх Содружества 1998 года, а также участвовал в беге на 400 метров с барьерами.
Во время своей спортивной карьеры Лэйдеджо тренировался с командой «Birchfield Harriers».